# Schopfenspitz
Der Schopfenspitz (französisch Gros Brun) ist ein 2104 m ü. M. hoher Gipfel im Schweizer Kanton Freiburg. Er liegt im Norden des Jauntales und westlich des Euschelspasses. Über seinen Gipfel verläuft die Gemeindegrenze zwischen Val-de-Charmey und Jaun (Greyerzbezirk). Nordöstlich des Gipfels befindet sich der Breccaschlund, Südwestlich des Gipfels befindet sich der Vanil d'Arpille.

## Geographie

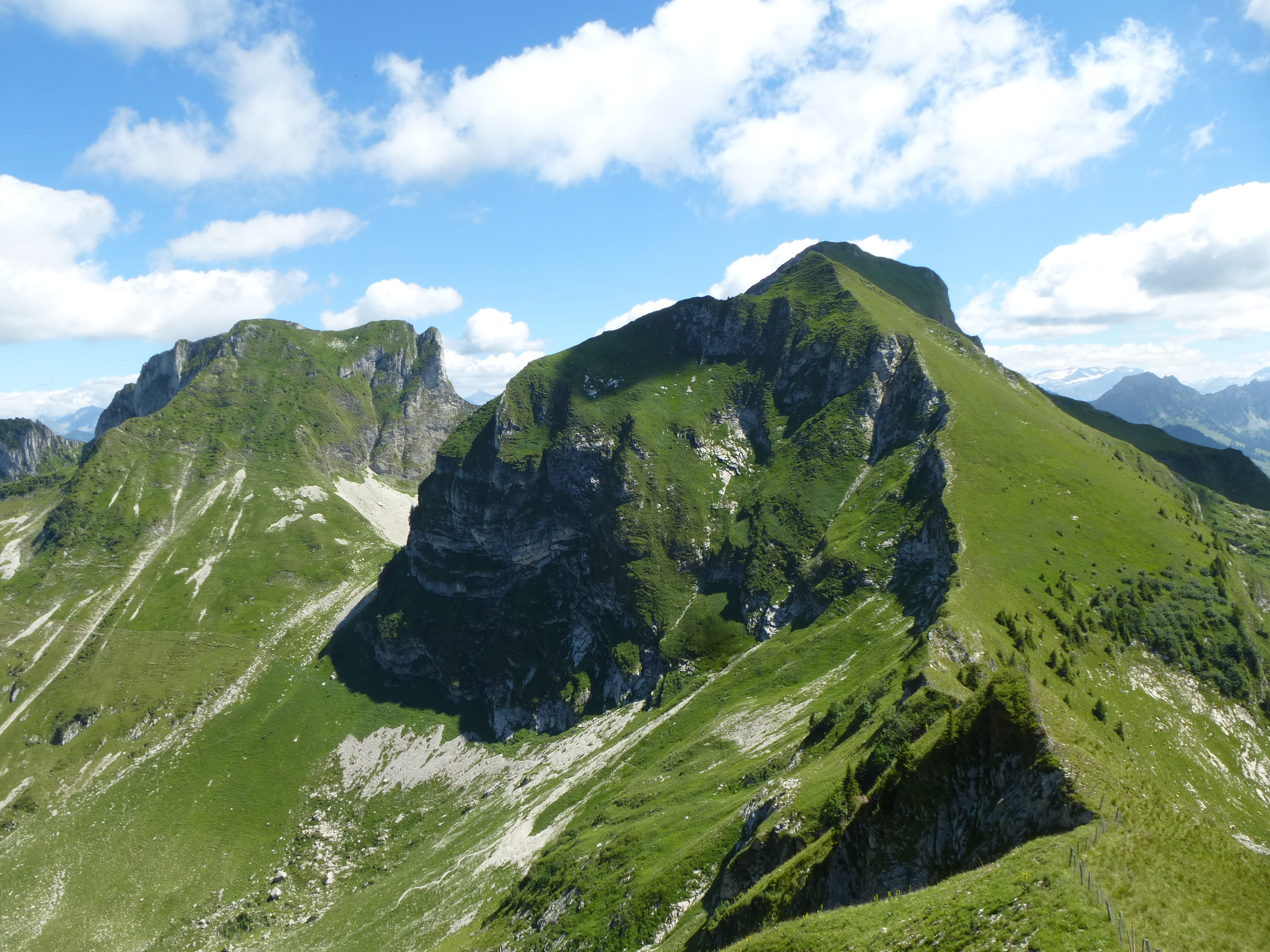
Links die Combiflue, recht der Schopfenspitz, unmittelbar unter dem höchsten Punkt der Nordgipfel, von der Pointe de Balachaux gesehen

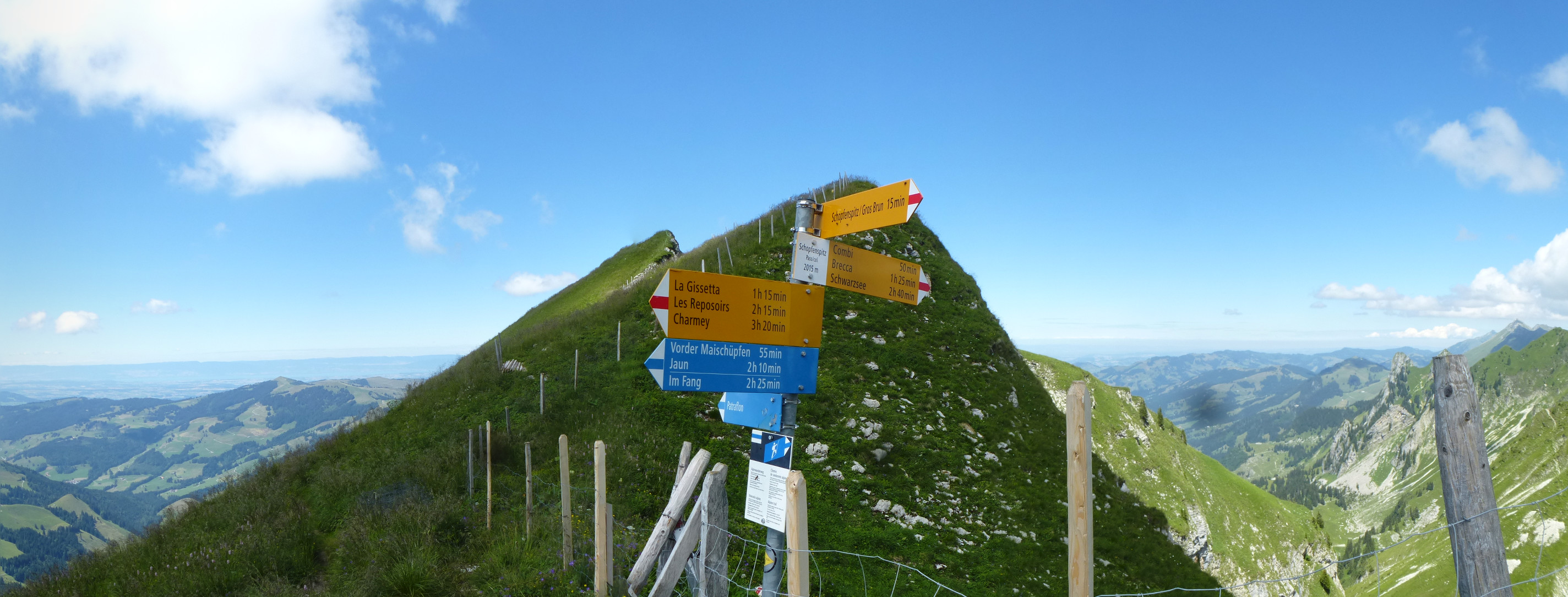
Die Kreuzung der Wanderwege auf dem Sattel Pt. 2014 m zwischen Hauptgipfel und Nordgipfel, Blickrichtung Nordgipfel

Der Schopfenspitz ist mit 2104 Metern der höchste Berg im westlich des Euschelspasses (1567 m) gelegenen Teil der Freiburger Voralpen. Der nordöstlich liegende Chörblispitz (2103 m) ist allerdings nur einen Meter niedriger vermessen. Zwischen Schopfenspitz und Chörblispitz liegt die markante Combiflue (2055 m; Schartenhöhe 127 m), die vom Schopfenspitz durch die Scharte Pt. 1927 abgetrennt ist. Die Westflanke des Schopfenspitz fällt steil zum Hochtal Maischüpfen und zum nördlich davon gelegenen Pass Pertet y Tsamo (1850 m) ab, der Schopfenspitz und Vanil d'Arpille trennt. Im Nordgrat, nördlich des Sattels Pt. 2014 m, liegt mit dem Nordgipfel (ca. 2034 m) der einzige Nebengipfel des Schopfenspitz, der trotz seiner geringen Schartenhöhe aufgrund seiner Gestalt und seiner relativ grossen Entfernung vom Hauptgipfel ausgesprochen auffällig ist. Vom Nordgipfel senkt sich der Nordgrat gleichmässig zum Sattel Pt. 1873 m ab, der den Schopfenspitz von der wiederum nördlich gelegenen Pointe de Balachaux (1976 m; Schartenhöhe 103 m) trennt.